# فا صغير

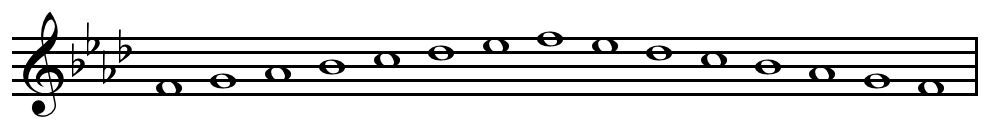
سلم فا الصغير صعوداً وهبوطاً

فا صغير (F minor) هو سلم موسيقي صغير يتألف من الدرجات الموسيقية فا F، صول G، لا المنخفضة ♭A، سي المنخفضة ♭B، دو C، ري المنخفضة ♭D، مي المنخفضة ♭E، وينتهي بمفتاح فا F، وذلك على الترتيب التالي من اليسار إلى اليمين:
F, G, A♭, B♭, C, D♭, E♭, F
يحوي سلم فا الصغير على أربع إشارات خفض، واحدة على اللا وواحدة على السي وواحدة على الري وواحدة على المي. إن السلم الصغير المتناغم معه يكون عن طربق رفع ♭E إلى ♮E.
إن المفتاح الموسيقي القريب له على السلم الكبير هو لا منخفض كبير، أما المفتاح الموسيقى الموازي فهو فا كبير.